# Glossosoma develi
Glossosoma develi là một loài Trichoptera trong họ Glossosomatidae. Chúng phân bố ở miền Cổ bắc.